# Комендантівка
Коменда́нтівка — село в Україні, у Пришибській сільській громаді Кременчуцького району Полтавської області. Населення становить 503 особи. Центр Комендантівської сільської ради. Сільраді підпорядковані населені пункти Дабинівка, Колісники (Кременчуцький район), Криничне, Олександрія, Пилипенки (Кременчуцький район), Порубаї, Черемушки. Засноване капітаном Туркестановим (Туркестанішвілі), грузинським князем на російській службі, комендантом фортеці в Полтаві як слобідка Комендантівка Келебердянської сотні Полтавського полку (на 1757 р. вже існує). 489 жителів за данними 1990року.

## Географія
Село Комендантівка знаходиться на лівому березі річки Сухий Кобелячок, вище за течією на відстані 2 км розташоване село Дабинівка, нижче за течією на відстані 2,5 км розташоване село Кобелячок, на протилежному березі — село Калашники. Розташоване за 57км від райцентру та за 18км від залізничної станції Галещина. 

## Історія
Село виникло ХІХ столітті. 
За переписом 1859 року тут налічувалося 53 двори та 447 жителів.
В кінці XVIII ст. село належало ротмістрові у відставці А.І. Білевичу, який отримав його як посаг за дочку князя Давида Туркестанова (якого в народі називали «комендантом» – звідси і назва села). 
У 1850 р. село отримав у спадок Олександр Дмитрович Білевич.
В селі була Софіївська церква, дерев’яна, одноверха, на мурованому цоколі церкви в ім’я святої Софії, будівництво якої розпочалося 1884. Церква споруджувалася на кошти місцевих поміщиків Білевичів та жителів навколишніх сіл. Освячення відбулося у вересні 1885. Софіївська церква вважалася приписною до Покровської церкви с. Кобелячок Кременчуцького повіту.  Поряд з нею знаходився будинок для причту, де з родиною проживав псаломщик Степан Михайлович Лук’янов, учасник російсько-турецької війни 1877–1878, кавалер двох георгіївських хрестів. Службу в храмі правили священики Дмитро Степанович Сокологірський та Іван Кипрійович Базилевич.
Софіївська церква проіснувала до 1900, коли з невідомих причин згоріла. Щоб парафіяни (616 осіб) не залишилися без храму, власник села Олександр Дмитрович Білевич (1844–1916) дав згоду на добудову до родинної каплиці-усипальні приміщення, до якого перенесли престол Софіївської  церкви. Новий храм почав діяти з 1901.
1900 - було 109 дворів та 616 жителів, земска школа, відбувалося дві ярмарки на рік.
На місці сучасного села до 1957 року існували населені пункти Комендантівка Перша і Комендантівка Друга. 
Рядянську владу встановлено в січні 1918 року.
1923р у Комендантівці Кишеньківського району створений комнезам (перший голова І.І, Наріжний).
За переписом 1923 року мешкало 1372 жителі.
За перпеписом 1926 року у К.Першій - 97 дворів та 444 жителя, у К.Другій  - 113 дворів та 572 жителя.
У 1928 році організовано колгосп "Червоний колос".
У період німецько-фашиської окупації (7.11.1941р до 27.09.1943р) гітлерівці розстріляли трьох жителів села, вивезли на примусові роботи до Німеччини 188 чоловік.
На території села існувало центральна садиба колгоспу "Росія", відділеня зв'язку, початкова школа, фельдшерсько-акушерський пункт, клуб на 400 місць, бібліотека (11 тис. одиниць зб.)

## Транспорт
Через село проходить автодорога місцевого значення: 
- 01708116 Комендантівка - Вібли

## Економіка
- Молочно-товарна ферма.

## Пам'ятні місця

### Піраміда-гробниця Білевичів
Село прикметне унікальною пам'яткою — пірамідою-гробницею (таких на всю Україну лише дві: друга — в селі Березова Рудка Пирятинського району, також Полтавщині, а ще одна — у Римі). Залишки інших розташовані в різних пейзажних парках Західної Європи (в Бельгії, Франції тощо). Стоїть піраміда в кінці села на цвинтарі. 15-метрова гранітна піраміда в селі Комендантівка належала родині Білевичів.

Родовий герб Білевичів
Відновлена могила Білевичів
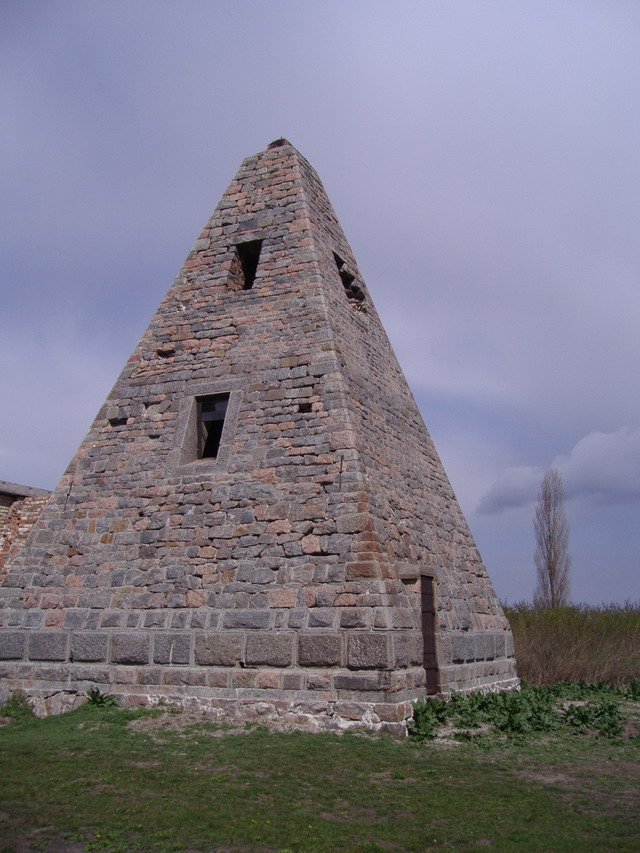
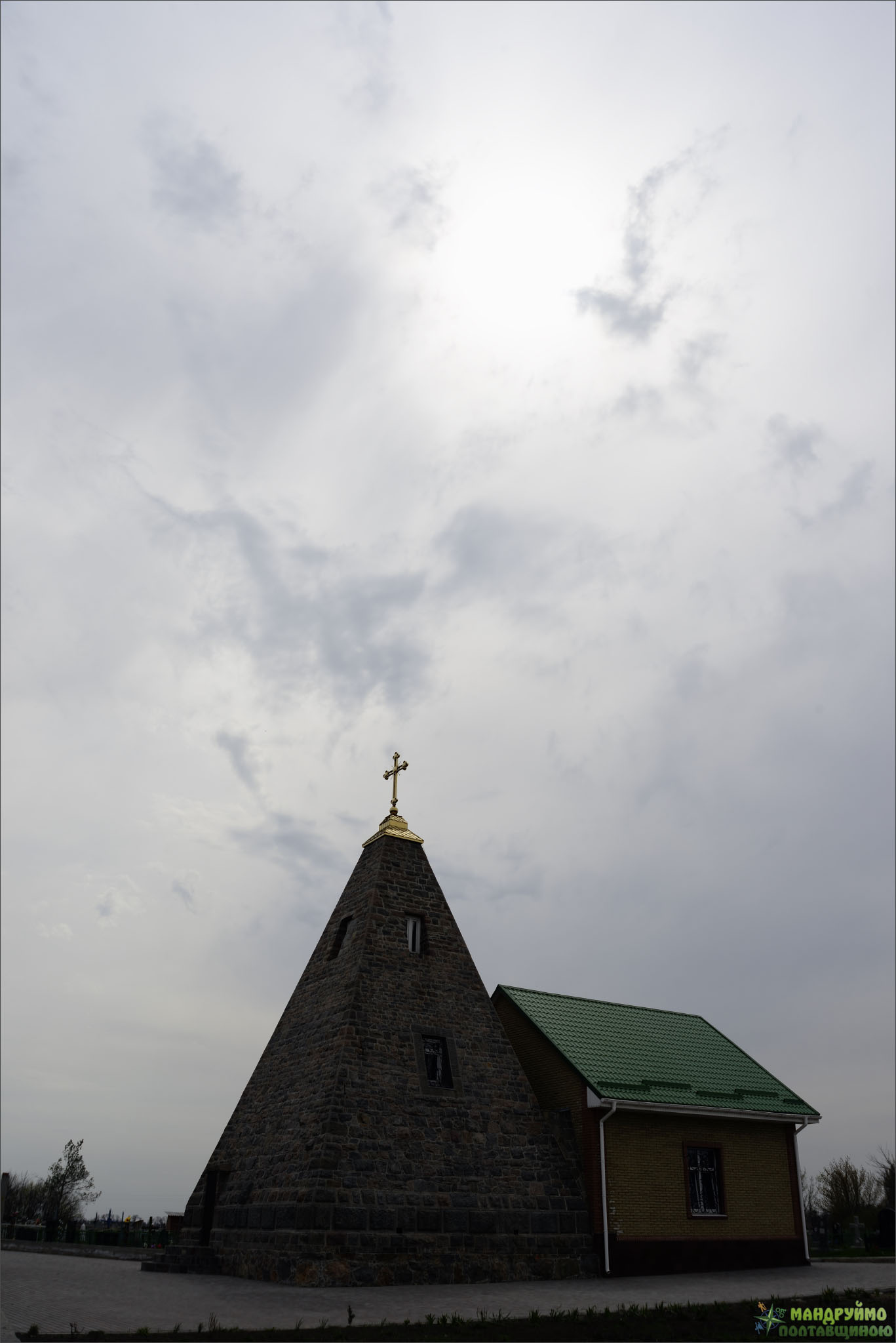
Стан у 2013 році
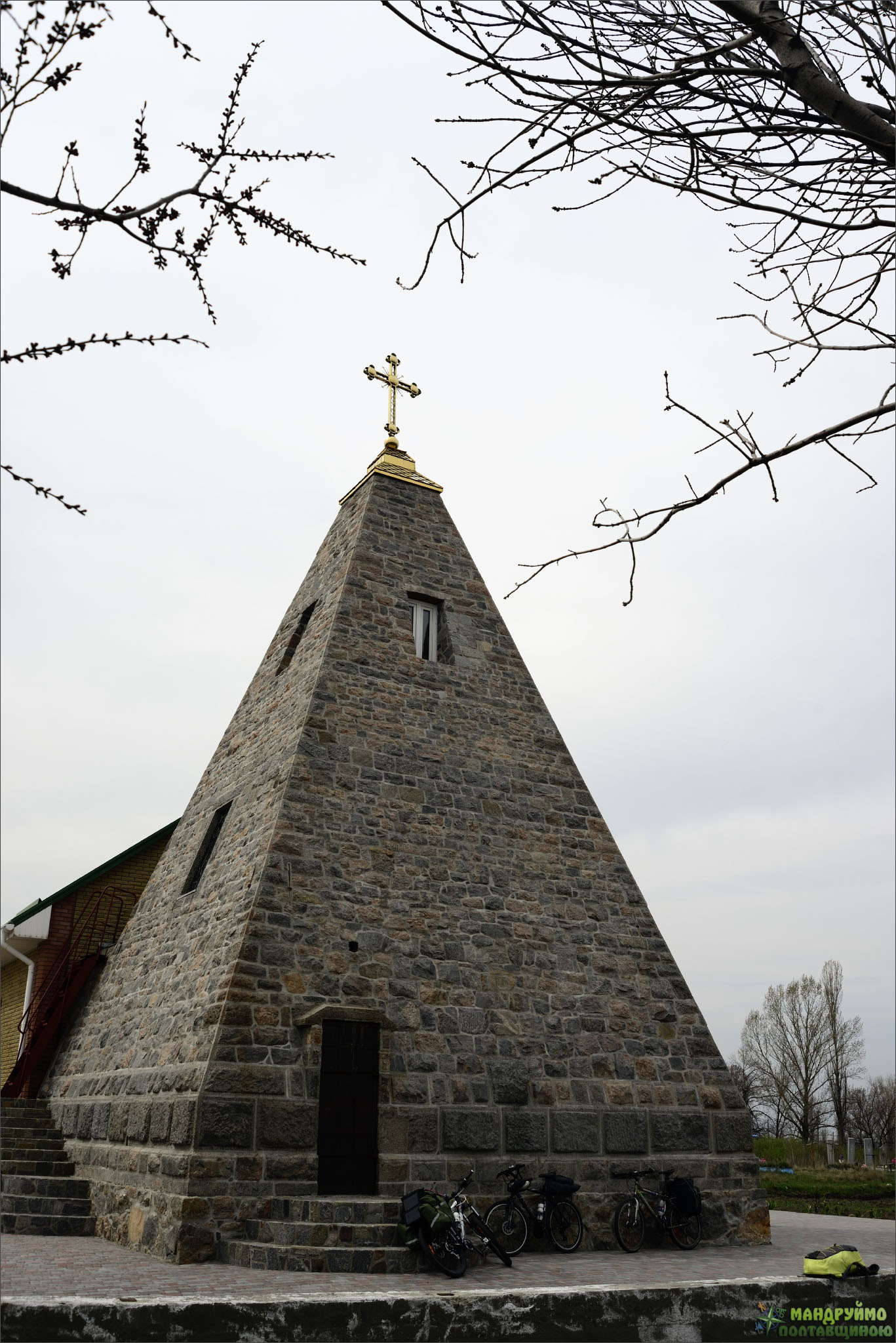
Стан у 2013 році
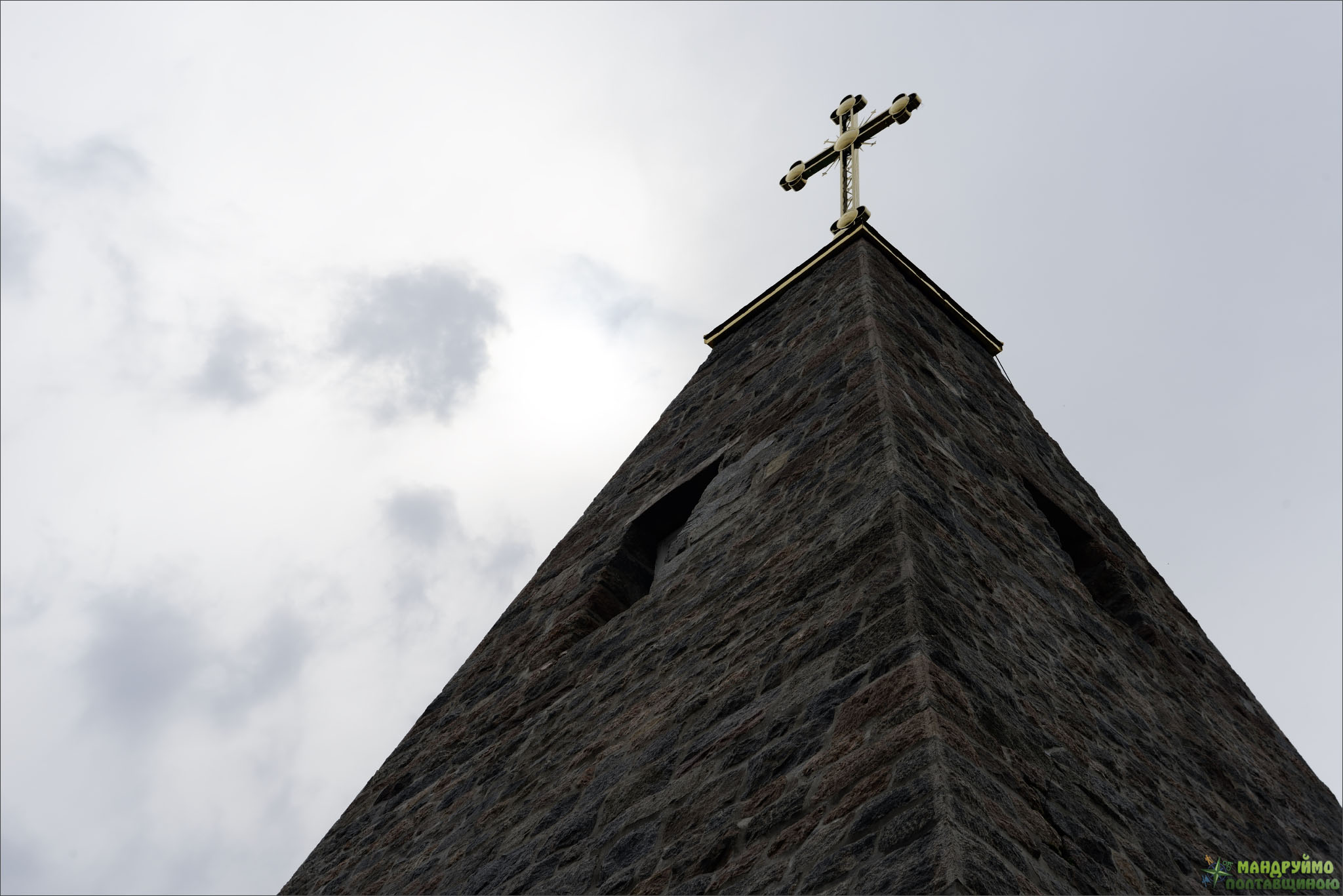
Стан у 2013 році

### Братська могила воїнів що загинули у 1943 році під час визволення села
У 1959 році відкрито пам'ятник воїнам-односельцям що полягли (35 чоловік) на фронтах Другої Світової війни. 
Доїхати сюди можна з міста Кременчук або з Кобеляк Полтавської області автобусом «Кременчук-Кобеляки».

## Відомі люди
Народилися
- Кочубей Антон Данилович — український радянський діяч, заступник Голови Ради Міністрів УРСР. Кандидат в члени ЦК КПУ у вересні 1961—січні 1965 року. Член ЦК КПУ у січні 1965 — грудні 1966 р. Депутат Верховної Ради УРСР 6-го скликання. Член Центральної Ревізійної Комісії КПРС у квітні—грудні 1966 року. Кандидат економічних наук.
- Полежай Павло Тихонович — радянський і український правознавець, фахівець у галузі теорії держави і права. Доктор юридичних наук (1967), професор (1969), професор і завідувач кафедри (1971—1973) теорії держави та права Харківського юридичного інституту. Учасник Німецько-радянської війни.